# Coop gegen Kat
Coop gegen Kat ist eine kanadische Zeichentrickserie, die von den Studio B Productions und Decode Entertainment produziert wird. Die Sendung wurde in Deutschland auf Super RTL bzw. Disney XD ausgestrahlt und in Österreich auf ORF eins.

## Handlung
Coop Burtonburger ist ein zehn- bis elfjähriger Junge, der mit seinem alleinerziehenden Vater und seiner jüngeren Schwester Millie friedlich zusammenlebt, bis Millie eine Katze namens „Mr. Kat“ mit nach Hause bringt. Kat entpuppt sich als ein katzenähnliches Alien mit bösen Absichten, die Coop immer wieder durchkreuzen muss. Unterstützung bekommt er nur von seinem Freund Dennis und Fiona, da ihm sonst niemand glaubt. Neben Kat macht ihm außerdem noch die  Nachbarin Lady Munson das Leben schwer.

## Figuren
Cooper „Coop“ Burtonburger
Coop ist ein zehn bis elfjähriger Junge, der mit seinem alleinerziehenden Vater und seiner kleinen Schwester Millie in einem Haus in der Stadt Bootsville wohnt. Coops Erzfeind ist Kat, den Coop und sein bester Freund Dennis aufhalten müssen, sonst würde die ganze Welt von Katzen kontrolliert werden. Neben Kat macht ihm auch seine Nachbarin Mrs. Munson das Leben schwer. Eigentlich ist er sehr intelligent, bekommt aber wegen Kat jedes Mal schlechte Noten. Er ist in Fiona verliebt.
Millie Burtonburger
Sie ist Coops jüngere Schwester und Kats Besitzerin. Sie ist, wie viele andere in der Sendung auch, nicht davon überzeugt, dass Kat ein Alien ist. Millie mag es nicht, wenn Coop und Kat kämpfen. Obwohl sie extrem stark und schlau ist, einen guten Geschäftssinn hat und gut in jeder Art von Spiel ist, hat sie einen eher kindlichen Charakter und verkleidet Kat auch manchmal als Puppe und macht mit ihm Teepartys.
Mr. Burtonburger („Dad“)
Er ist der alleinerziehende Vater von Coop und Millie und bemüht sich sehr mit der Erziehung seiner Kinder. Er mag es genauso wenig wie Millie, wenn Coop gegen Kat kämpft und hasst, genau wie sein Sohn, Mrs. Munson. Außerdem ist er in Coops Lehrerin verliebt. Er betreibt eine Tauschbörse. 
Kat
Kat ist ein katzenähnliches Alien von einem Katzenplaneten und will die Welt übernehmen. Er hasst Coop und Dennis und schmiedet andauernd fiese Pläne, wird aber von Coop und Dennis aufgehalten. Wie man gesehen hat, ist er abergläubisch. Auf seinem Planeten wird er mit Agent 27B angesprochen. Da er bei seinen Plänen oft versagt, ist er bei seinem Boss nicht beliebt und wäre auch schon oft von ihm vernichtet worden.
Mrs. Munson („Alte Lady/Lady Munson“)
Die alte Frau ist die Nachbarin der Burtonburgers. Sie hasst Coop und Dad, aber mag Millie. Sie wohnt zusammen mit ihrem Hund Beißer in einem Haus. Ihr Garten ist voll mit Gartenzwergen und falls ihr Coop oder Dad etwas zerstören ruft sie ganz laut „Burtonburger!“.
Dennis/Henry
Er ist Coops bester Freund und ist einer der wenigen, die ihm glauben. Er ist ein Genie und hilft mit seinem Wissen Coop beim Aufhalten von Kat. Er hasst Mrs. Munson. Henry ist der Vater von Dennis. Henry und Coops Dad machen immer Wettkämpfe und er sagt bei diesen Wettkämpfen oft „Bald bist du still Burtonburger!“. Dennis ist heimlich in Phoebe verliebt.
Lion und Harley
Die beiden Geschwister filmen Coop und Kat manchmal und nennen Coop „Katzenjunge“. Harley hat die Haare immer im Gesicht und eine grüne Mütze. Lion wirkt etwas pumpelig. Außerdem hat ihr Vater Angst vor dem Eulensee-Monster Bongo-Bongo. Ihre Mutter ist eine frühere Rivalin von Coops Dad.
Phoebe
Phoebe ist unsterblich in Coop verliebt, er aber nicht in sie. Im Gegenteil. Er erschrickt immer, wenn er sie sieht. Sie ist manchmal sauer auf Fiona. Sie ist sehr eifersüchtig und kann es nicht leiden, wenn eine andere weibliche Person mit Coop flirtet. Sie versucht um jeden Preis, Anerkennung zu bekommen. Sie lebt mit ihrem Vater in einer großen Villa.
Fiona
Sie ist die Urgroßnichte von Mrs. Munson und mag Coop sehr. Sie glaubt Coop, dass Kat ein Außerirdischer ist. Mrs. Munson sagt ihr immer wieder, dass sie sich nicht mit Coop treffen soll. Sie haben sich schon einmal geküsst. Sie gibt es aber erst seit der zweiten Staffel.
Elenore
Sie ist Kats Freundin und die weibliche Version von ihm. Sie kommuniziert mit ihm über Teleporter und Hologramme. Im Gegenteil zu Kat beherrscht sie die menschliche Sprache. Sie ist Russin.
Mrs. Branningen
Sie ist Coops Lehrerin und genervt von Coops ständigen "Behauptungen", Kat sei ein Alien. Sie ist in Coops Dad verliebt. Sie ist neben dem Direktor und Mr. Gerber die einzige namentlich genannte Lehrerin.
Mr. Cheeks
Er ist ein sprechender Hamster, der zusammen mit anderen Seiner Art sowohl die Menschheit als auch Kats Spezies auslöschen will. In einer Folge arbeiten Coop und Kat gemeinsam gegen ihn.

## Episoden

### Staffel 1
| Nummer (gesamt) | Nummer (Staffel) | Deutscher Titel                          | Originaltitel                  | Erstausstrahlung  | Erstausstrahlung (Deutschland) |
| 1               | 1-01             | Lasst die Spiele beginnen                | Let The Game Begin             | 25. Oktober 2008  | 13. Juni 2009                  |
| 1               | 1-02             | Die Nacht der Zombie-Katze               | Night Of The Zombie Kat        | 25. Oktober 2008  | 13. Juni 2009                  |
| 2               | 1-03             | Betreten verboten!                       | Trespassers Will Be Persecuted | 30. Dezember 2008 | 13. Juni 2009                  |
| 2               | 1-04             | Miau, Miau, Miautsch                     | Meohmeoh Meow                  | 30. Dezember 2008 | 13. Juni 2009                  |
| 3               | 1-05             | Die Baumfestung                          | Do Not Fort Sake Me            | 28. Februar 2009  | 14. Juni 2009                  |
| 3               | 1-06             | Keksalarm                                | Cookie D’Uh                    | 28. Februar 2009  | 14. Juni 2009                  |
| 4               | 1-07             | Der Arztbesuch                           | Nip/Duck                       | 7. März 2009      | 28. Juni 2009                  |
| 4               | 1-08             | Mission „Spielzeugrettung“               | Search And De-Toy              | 7. März 2009      | 28. Juni 2009                  |
| 5               | 1-09             | Die Erkältung                            | Flu The Coop                   | 14. März 2009     | 5. Juli 2009                   |
| 5               | 1-10             | Falscher Zauber                          | Class Act                      | 14. März 2009     | 5. Juli 2009                   |
| 6               | 1-11             | Hypnokat                                 | Hypno Kat                      | 21. März 2009     | 12. Juli 2009                  |
| 6               | 1-12             | Allergie                                 | The Allergy                    | 21. März 2009     | 12. Juli 2009                  |
| 7               | 1-13             | Nur der Kleber und ich                   | Just Me And Glue               | 28. März 2009     | 19. Juli 2009                  |
| 7               | 1-14             | Alles für die Show                       | You’ll Be Show Sorry           | 28. März 2009     | 19. Juli 2009                  |
| 8               | 1-15             | Die Sache mit der Physik                 | How The Test Was Won           | 4. April 2009     | 26. Juli 2009                  |
| 8               | 1-16             | Unterschwellige Botschaften              | I’m Okay, You’re A Kat         | 4. April 2009     | 26. Juli 2009                  |
| 9               | 1-17             | Vorsicht vor dem Wer-Coop                | Beware The Were-Coop           | 10. Oktober 2009  | 29. Oktober 2009               |
| 9               | 1-18             | Süßes oder Saures                        | Trick Or Treat                 | 10. Oktober 2009  | 29. Oktober 2009               |
| 10              | 1-19             | Das Babysitter-Chaos                     | Dial B For Babysitter          | 11. April 2009    | 2. August 2009                 |
| 10              | 1-20             | Der Traumgarten                          | The Grass Is Always Meaner     | 11. April 2009    | 2. August 2009                 |
| 11              | 1-21             | Eine glückliche Familie                  | One Big Happy Family           | 18. April 2009    | 9. August 2009                 |
| 11              | 1-22             | Fröhliche Camper                         | Happy Campers                  | 18. April 2009    | 9. August 2009                 |
| 12              | 1-23             | Das Fest-Ufo                             | U.F. Float                     | 25. April 2009    | 16. August 2009                |
| 12              | 1-24             | Unterm Eis                               | Play N’Ice                     | 25. April 2009    | 16. August 2009                |
| 13              | 1-25             | Das Haus des Schreckens                  | House Of Scream                | 2. Mai 2009       | 23. August 2009                |
| 13              | 1-26             | Der grüne Superdaumen                    | Planters Warp                  | 2. Mai 2009       | 23. August 2009                |
| 14              | 1-27             | Der Fluch von Tut-Ench-Miez              | Curse Of Tutankitty’s Tomb     | 9. Mai 2009       | 30. August 2009                |
| 14              | 1-28             | Katzenkummer                             | Pet Peeved                     | 9. Mai 2009       | 30. August 2009                |
| 15              | 1-29             | Unter Strom                              | Don’t Give Me No Static        | 16. Mai 2009      | 6. September 2009              |
| 15              | 1-30             | Das Baseball-Erbe                        | Storm Drained                  | 16. Mai 2009      | 6. September 2009              |
| 16              | 1-31             | Fischie Happen Paradies                  | Fishy Frisky Business          | 30. Mai 2009      | 13. September 2009             |
| 16              | 1-32             | Das Quer-durch-die-Nachbarschaft-Turnier | Teed Off                       | 30. Mai 2009      | 13. September 2009             |
| 17              | 1-33             | Coop gegen Kat gegen Weihnachten (1)     | Kid Vs. Kat Vs. Christmas (1)  | 30. November 2009 | 24. Dezember 2009              |
| 17              | 1-34             | Coop gegen Kat gegen Weihnachten (2)     | Kid Vs. Kat Vs. Christmas (2)  | 30. November 2009 | 24. Dezember 2009              |
| 18              | 1-35             | Die Geheimnisse des Eulensees            | Something Fishy In Owl Lake    | 6. Juni 2009      | 20. September 2009             |
| 18              | 1-36             | Der Eltern-Kind Schultag                 | Dire Education                 | 6. Juni 2009      | 20. September 2009             |
| 19              | 1-37             | Kung Fu-Coop                             | Crouching Cooper, Hidden Kat   | 13. Juni 2009     | 26. Oktober 2009               |
| 19              | 1-38             | Das Knochenbrecher-Rennen                | Tom-Kat Foolery                | 13. Juni 2009     | 2. November 2009               |
| 20              | 1-39             | Dein Freund, der Hund                    | In Dog We Trust                | 20. Juni 2009     | 28. Oktober 2009               |
| 20              | 1-40             | April, April!                            | Catch My Drift                 | 20. Juni 2009     | 28. Oktober 2009               |
| 21              | 1-41             | Die üblichen Verdächtigen                | Suddenly Last Slammer          | 27. Juni 2009     | 27. November 2009              |
| 21              | 1-42             | Der Teleporter                           | The Kitty Vanishes             | 27. Juni 2009     | 27. November 2009              |
| 22              | 1-43             | Der Fahnen-Kampf                         | Capture The Kat                | 11. Juli 2009     | 3. November 2009               |
| 22              | 1-44             | Der Weltall-Fall                         | Outer Space Chase              | 11. Juli 2009     | 4. November 2009               |
| 23              | 1-45             | Schwirr ab!                              | Buzz Off                       | 18. Juli 2009     | 5. November 2009               |
| 23              | 1-46             | Fetter Kat                               | Fat Kat                        | 18. Juli 2009     | 6. November 2009               |
| 24              | 1-47             | Der Kat-Flüsterer                        | The Kat Whisperer              | 25. Juli 2009     | 9. November 2009               |
| 24              | 1-48             | Kicken wie ein Burtonburger              | Bend It Like Burtonburger      | 25. Juli 2009     | 10. November 2009              |
| 25              | 1-49             | Ohrwurmgarantie                          | Stall That Jazz                | 31. Juli 2009     | 11. November 2009              |
| 25              | 1-50             | Vorsicht Abriss!                         | Under Destruction              | 31. Juli 2009     | 12. November 2009              |
| 26              | 1-51             | Sing dich berühmt!                       | Hack Kattack                   | 17. Oktober 2009  | 13. November 2009              |
| 26              | 1-52             | Der Raketenbauer                         | It’s A Rocket, Man             | 17. Oktober 2009  | 13. November 2009              |

### Staffel 2
| Nummer (gesamt) | Nummer (Staffel) | Deutscher Titel                  | Originaltitel                 | Erstausstrahlung   | Erstausstrahlung (Deutschland) |
| 27              | 2-01             | Fiona                            | Something About Fiona         | 11. September 2010 | 25. März 2011                  |
| 27              | 2-02             | Die geheime Kraulstelle          | Tickled Pink                  | 11. September 2010 | 25. März 2011                  |
| 28              | 2-03             | Angriff der Flo-Boter            | Flea Brains                   | 18. September 2010 | 28. März 2011                  |
| 28              | 2-04             | Dennis, der Held                 | Menace The Dennis             | 18. September 2010 | 28. März 2011                  |
| 29              | 2-05             | Die Backen des Bösen             | Cheeks Of Evil                | 25. September 2010 | 29. April 2011                 |
| 29              | 2-06             | Die Kürbis-Profis                | Reap It And Weep              | 25. September 2010 | 12. Mai 2011                   |
| 30              | 2-07             | Lang lebe Captain Astro-Hammer?! | Blasteroid Blues              | 2. Oktober 2010    | 30. März 2011                  |
| 30              | 2-08             | Mein Dad, die Ratte              | Rat-A-Phoney                  | 2. Oktober 2010    | 31. März 2011                  |
| 31              | 2-09             | Wohin mit dem Müll?              | Trash Talking                 | 9. Oktober 2010    | 1. April 2011                  |
| 31              | 2-10             | Area 1-0-2                       | Over The Radar                | 9. Oktober 2010    | 4. April 2011                  |
| 32              | 2-11             | Der verkannte Held               | Nuff Said                     | 16. Oktober 2010   | 5. April 2011                  |
| 32              | 2-12             | Das Katzenklo-Komplott           | Rhymes With Coop              | 16. Oktober 2010   | 6. April 2011                  |
| 33              | 2-13             | Die Hitzewelle                   | Bringin’ The Heat             | 23. Oktober 2010   | 7. April 2011                  |
| 33              | 2-14             | Der Energiespar-Wettbewerb       | The Three Aarghs              | 23. Oktober 2010   | 8. April 2011                  |
| 34              | 2-15             | Keine Zukunft ohne Kat I         | Kat To The Future I           | 6. November 2010   | 29. April 2011                 |
| 34              | 2-16             | Keine Zukunft ohne Kat II        | Kat To The Future II          | 6. November 2010   | 29. April 2011                 |
| 35              | 2-17             | Das Kanaligator-Baby             | Down The Drain                | 13. November 2010  | 11. April 2011                 |
| 35              | 2-18             | Die liebe Arbeitswelt            | 9 To 5 To Oblivion            | 13. November 2010  | 12. April 2011                 |
| 36              | 2-19             | Beißer XXL                       | When Bad Dogs Go Big          | 20. November 2010  | 13. April 2011                 |
| 36              | 2-20             | Der Botty-guard                  | The Botty Guard               | 20. November 2010  | 14. April 2011                 |
| 37              | 2-21             | Mr. Kätzchen                     | Rebel With A Claw             | 27. November 2010  | 15. April 2011                 |
| 37              | 2-22             | Totaler Rücktausch               | Swap Wrecked                  | 27. November 2010  | 18. April 2011                 |
| 38              | 2-23             | Urlaub                           | Hit The Road                  | 4. Dezember 2010   | 19. April 2011                 |
| 38              | 2-24             | Die Sache mit der Wolle          | Never Cry Sheep               | 4. Dezember 2010   | 20. April 2011                 |
| 39              | 2-25             | Coop als Butler                  | Kickin Butler                 | 11. Dezember 2010  | 21. April 2011                 |
| 39              | 2-26             | Der unsichtbare Kat              | You Kat See Me                | 11. Dezember 2010  | 22. April 2011                 |
| 40              | 2-27             | Die Backen des Bösen 2.0         | Turn The Other Cheeks         | 26. März 2011      | 5. Juli 2011                   |
| 40              | 2-28             | Coops Geburtstagsparty           | Birthday Bashed               | 26. März 2011      | 6. Juli 2011                   |
| 41              | 2-29             | Wünsch’ dir was!                 | Mind Games                    | 2. April 2011      | 7. Juli 2011                   |
| 41              | 2-30             | Der Zug nach Desert Cliff        | Strange Kat On A Train        | 2. April 2011      | 8. Juli 2011                   |
| 42              | 2-31             | Skateboard-Kat                   | Board Kat                     | 5. April 2011      | 27. Juni 2011                  |
| 42              | 2-32             | Der Schatz der Sierra Munson     | Treasure Of Sierra Munson     | 5. April 2011      | 2. Juli 2011                   |
| 43              | 2-33             | Schaukelstuhl gegen Kat          | Keep On Rockin’               | 12. März 2011      | 29. Juni 2011                  |
| 43              | 2-34             | Nie wieder Fischi-Happen!        | It’s In The Bag               | 12. März 2011      | 30. Juni 2011                  |
| 44              | 2-35             | Der König der Gartenzwerge       | King Of The Pipsiqueaks       | 19. März 2011      | 1. Juli 2011                   |
| 44              | 2-36             | Die Abenteuer der alten Lady M.  | Down The Creek                | 19. März 2011      | 4. Juli 2011                   |
| 45              | 2-37             | Getauschte Erinnerungen          | Fangs For The Memories        | 9. April 2011      | 11. Juli 2011                  |
| 45              | 2-38             | 3-D Extrem!                      | Drive-on Me Crazy             | 9. April 2011      | 12. Juli 2011                  |
| 46              | 2-39             | Kats gemeine Haarballen          | Hair Brains                   | 16. April 2011     | 13. Juli 2011                  |
| 46              | 2-40             | Der Hot-Dog-Tag                  | Hot Dog Day                   | 16. April 2011     | 14. Juli 2011                  |
| 47              | 2-41             | Die Ultra-Speed Schuhe           | Amazing Feet Of Strength      | 23. April 2011     | 15. Juli 2011                  |
| 47              | 2-42             | Steinzeit Coop                   | Me Coop, You Kat              | 23. April 2011     | 18. Juli 2011                  |
| 48              | 2-43             | Der Eis-Tyrann                   | You Scream, I Scream          | 30. April 2011     | 19. Juli 2011                  |
| 48              | 2-44             | Glücksbringer                    | Good Luck Harm                | 30. April 2011     | 20. Juli 2011                  |
| 49              | 2-45             | Staatsfeind Nr. 1                | Bootsvielle’s Most Wanted     | 7. Mai 2011        | 21. Juli 2011                  |
| 49              | 2-46             | Diamantenfieber                  | Kat Of Diamonds               | 7. Mai 2011        | 25. Juli 2011                  |
| 50              | 2-47             | Der Satellit                     | Coop D’Etat                   | 14. Mai 2011       | 26. Juli 2011                  |
| 50              | 2-48             | Mini Coop                        | The Incredible Shrinking Coop | 14. Mai 2011       | 27. Juli 2011                  |
| 51              | 2-49             | Die Spukvilla                    | Who’s Hounting Who?           | 21. Mai 2011       | 28. Juli 2011                  |
| 51              | 2-50             | Reine Kopfsache                  | It’s All In Your Head         | 21. Mai 2011       | 29. Juli 2011                  |
| 52              | 2-51             | Kats Rückkehr 1                  | Kat Went Back                 | 4. Juni 2011       | 1. August 2011                 |
| 52              | 2-52             | Kats Rückkehr 2                  | Kat Went Back 2               | 4. Juni 2011       | 2. August 2011                 |

Außerdem gibt es vier Specials: Wach durch die Nacht mit …, Große Erfindungen, Du bist der Beste Dad und Das Lady Munson-Special.

## Synchronsprecher
| Charakter         | Synchronsprecher     | Deutsche Synchronsprecher |
| ----------------- | -------------------- | ------------------------- |
| Coop Burtonburger | Erin Mathews         | Hannes Maurer             |
| Millie            | Kathleen Barr        | Ilona Schulz              |
| Dad               | Trevor Devall        | Uwe Büschken              |
| Harley            | Brian Drummond       | Konrad Bösherz            |
| Dennis            | Cathy Weseluck       | David Turba               |
| Mrs. Munson       |                      | Denise Gorzelanny         |
| Henry             | Vincent Tong         | Detlef Bierstedt          |
| Mr. Gerber        | Michael Daingerfield | Rainer Fritzsche          |
| Phoebe            | Tabitha St. Germain  | Nicole Hannak             |
| Fiona             | Chiara Zanni         | Rubina Kuraoka            |

Auch waren noch mehrere Synchronsprecher beteiligt, die jedoch bei weniger als sieben Episoden dabei waren. Dazu zählen unter anderem Rebecca Shoichet, Sam Vincent, Terry Klassen, Ron Halder, Nicole Bouma, Bill Mondy und Ellie Harvie.
Dialogbücher und Dialogregie für beide bisherigen Staffeln schrieb und führte Masen Abou-Dakn.